# لاس وگاس
لاس وگاس (به انگلیسی: Las Vegas) (که گاهی به اختصار وگاس خوانده می‌شود) پرجمعیت‌ترین شهر در ایالت نوادا واقع در ایالات متحده آمریکا است. این شهر به سبب داشتن مشهورترین قمارخانه‌ها، میخانه‌ها، روسپی‌خانه‌ها و هتل‌ها به یکی از بزرگ‌ترین مراکز سرگرمی در جهان تبدیل شده است به همین خاطر لاس وگاس را پایتخت سرگرمی جهان می‌نامند.
این شهر خود را به عنوان پایتخت سرگرمی جهان معرفی می‌کند و به خاطر هتل‌های بزرگ، کازینو و فعالیت‌های مرتبط با آن مشهور است. این جزو سه مقصد برتر در ایالات متحده برای کنوانسیون‌های تجاری و یک رهبر جهانی در صنعت مهمان نوازی است و بیش از هر شهر دیگر در جهان ادعا می‌کند که هتل‌های پنج ستاره دارد. امروزه لاس وگاس سالانه به عنوان یکی از پربازدیدترین مقاصد گردشگری جهان شناخته می‌شود. به علت داشتن اجازه قانونی برای اشکال بیشماری از سرگرمی‌های بزرگسالان، این شهر لقب «شهر گناه» را نیز به خود اختصاص داد و لاس وگاس را به محلی محبوب برای ادبیات، فیلم‌ها، برنامه‌های تلویزیونی و موزیک ویدیوهاتبدیل کرده است.
لاس وگاس در سال ۱۹۰۵ مستقر شد و در سال ۱۹۱۱ رسماً ادغام شد. در اواخر قرن بیستم، این شهر پرجمعیت‌ترین شهر آمریکا بود که در آن قرن تأسیس شده بود (تمایزی مشابه شیکاگو که در قرن نوزدهم بت آورد). رشد جمعیت از دهه ۱۹۶۰ شتاب گرفته و بین سال‌های ۱۹۹۰ و ۲۰۰۰ جمعیت تقریباً دو برابر شده و ۸۵٫۲ درصد افزایش یافته است. رشد سریع تا قرن بیست و یکم ادامه داشته است و طبق برآوردهای اداره سرشماری ایالات متحده، این شهر در سال ۲۰۱۹، ۶۵۱ هزار و ۳۱۹ نفر ساکن داشته، با جمعیت کلانشهری ۲٬۲۲۷٬۰۵۳ نفر.
مانند بیشتر کلانشهرهای بزرگ، نام این شهر هم اغلب برای توصیف مناطقی فراتر از محدوده رسمی شهر استفاده می‌شود. در مورد لاس وگاس، این امر خصوصاً در مناطقی در نوار لاس وگاس و نزدیک آن واقع می‌شود، که در واقع در جوامع غیر ادغامی پارادایس، نوادا و وینچستر، نوادا واقع شده است.

## نام
نام این شهر در زبان اسپانیایی به معنی مراتع سبز چمنزار است اما برخلاف نام آن به دلیل قرار گرفتن در صحرای موهاوی آب و هوای خشک و بی آبی دارد.

## پیشینه
لاس وگاس در ۱۹۱۱ میلادی به‌طور رسمی شهر اعلام شد و عنوان بزرگ‌ترین شهر تأسیس‌شده در آمریکا در قرن بیستم است. نخستین ساکنان این شهر به سال ۱۸۵۴ مسیحیان فرقهٔ مورمون بودند که پس از سه سال اقامت آنجا را ترک می‌نمایند. از سال ۱۸۶۰ این منطقه به عنوان پایگاه نظامی ایالات متحده آمریکا بنام فورت بیکر (به انگلیسی: Fort Baker) به‌شمار می‌آید.
در سال ۱۹۰۳ بخش عظیمی از این سرزمین که به خانمی بیوه به نام هلن استوارات تعلق داشت، به بهای ۵۵٬۰۰۰ دلار به شرکت راه‌آهن فروخته شد. این شرکت پس از دو سال در سال ۱۹۰۵ کل زمین را به علت کمبود آب و باران به بهای ۲۶۵٬۰۰۰ دلار از طریق حراج به فروش رساند که در نتیجه اولین پایه‌های ساختمانی و تأسیسات مسکونی توسط خریداران و مالکان زمین‌های لاس وگاس ریخته شد.
در سال ۱۹۳۱ تا ۱۹۳۵ اولین سد منطقه به اسم سد هوور ساخته شد. در طی این سال‌ها اجازه تأسیس مراکز سرگرمی و کازینو به‌طور رسمی برای این شهر صادر شد. نخستین مؤسس و پایه‌گذار کازینو در لاس وگاس شخصی به نام باگزی سیگل است که در سال ۱۹۴۱ وارد منطقه نوادا می‌شود. به تدریج نخستین هتل‌های مجهز به کازینو توسط سیگل در لاس وگاس احداث می‌شود.
در دههٔ پنجاه آزمایش بمب اتمی در نزدیکی این منطقه باعث هجوم جماعت کثیری از گوشه‌های مختلف آمریکا به این منطقه برای مشاهده بمب اتمی شد. کم‌کم کنترل شهر به دست مافیاهای حرفه‌ای درآمد و در این زمینه فیلم‌های جنایی و پلیسی فراوانی تهیه و به روی پرده رفت.

## مراکز تفریحی
بزرگ‌ترین کازینوها و مراکز تفریحی بزرگسالان در این شهر، در بلوار لاس وگاس، جمع شده‌اند.
در آن دوران شهر لاس وگاس به صورت مرکز تردد و دید و بازدید و اجتماع درآمده و زبانزد مردم قرار گرفت؛ لذا کنترل شهر رفته رفته به دست مافیاهای حرفه‌ای درآمد که در این زمینه داستان‌های فراوانی به تحریر درآمده و فیلم‌های جنایی و پلیسی دربارهٔ زندگی و عاقبت و رقابت بین این مافیاهای نیز بر روی پرده سینماها مشاهده شده است. به ویژه آغاز و پایان زندگی آقای سیگل در چند سال اخیر نیز به صورت فیلم بر روی پرده آورده شده است. بخش پایانی ناخواسته زندگی سیگل بدین گونه بود: چون او در زمینه ساختمان‌سازی و معاملات و درآمدهای کازینو در بین شرکاء خائن شناخته شده بود، در نتیجه توسط باند مافیایی در «هاوانا» به قتل می‌رسد. بالاخره پس از دست به دست گشتن مکرر ساختمان و تأسیسات مربوط به هتل روز ۱۱ مارس ۱۹۴۷ هتل و کازینویی با چهره و نمای جالب توجهی به نام هتل فلامینگو افتتاح می‌گردد.
این ساختمان به علت دارا بودن سالن‌های مجلل کازینو و اتاق‌های مجهز به وسایل مدرن و شیک، شوهای متنوع و سرگرم‌کننده توسط هنرمندان و خوانندگان آن عصر مورد توجه جامعه خوشگذران آمریکایی و اروپایی قرار می‌گیرد. مساحت این ساختمان ۷۲۰۰ مترمربع است که ۴۰۰۰ متر مربع فضای کازینو را شامل می‌شود. این ساختمان دارای ۳۶۲۶ اتاق می‌باشد و هنوز با وجود قدیمی بودن یکی از مکان‌های دیدنی این شهر به‌شمار می‌آید.
شهر لاس وگاس به‌درستی دربردارنده بزرگ‌ترین کازینوهای جهان است. جمعیت این شهر تا سال ۲۰۰۸ بالغ بر ۵۵۸٬۳۸۳ نفر و جمعیت شهر و حومه بالغ بر ۱٬۸۶۵٬۷۴۶ نفر شمارش شده است. به‌طور کلی شهر لاس وگاس در جهان در نوع خود یکتا و بی‌نظیر است و سالیانه بیش از ۴۰ میلیون شهروند از دیگر ایالات آمریکا و نیز اروپا و آسیا از این شهر دیدن می‌کنند. یک چهارم درآمد مهم این شهر در درجه اول از راه مالیات کازینوها و سه چهارم بقیه از درآمد برنامه‌های نمایشی به زبان دیگر شوها، رستوران‌ها و فروش کالاهای توریستی و اجناس لوکس تأمین می‌شود. لازم به گفتن است که آوازها و آهنگ‌های خوانندگان مشهور و معروف چند دهه گذشته مثل الویس پریسلی، دین مارتین، فرانک سیناترا و سامی دیویس در فضای آسمان آبی این شهر در کازینوها و سالن‌های هتل‌ها و پارک‌های سبز و خرم با آبشارهای روان توأم با رقص و کرشمه آب‌نماها به گوش رهگذران و تماشاگران می‌رسد و دوران طلایی خدایان هنر و موسیقی را زنده جلوه می‌نمایاند.
ساکنان معروف این شهر آندره آغاسی، کاریزما کارپنتر و… هستند. در حال حاضر حدود ۳۶ هتل و کازینو مشهور در لاس وگاس وجود دارند.

## جغرافیا
لاس وگاس در شهرستان کلارک، در حوضه‌ای در کف بیابان موهاوی واقع شده است و از هر طرف با رشته کوه‌ها احاطه شده است. بیشتر آنها مناظر کوهستانی و صخره ای و دارای پوشش گیاهی بیابانی و حیات وحش هستند؛ به همین دلیل شهر می‌تواند در معرض سیلاب‌های عظیم قرار گیرد، اگرچه کارهای زیادی برای کاهش اثرات سیل‌های ناگهانی از طریق سیستم‌های زهکشی بهبود یافته انجام شده است.
قله‌های اطراف لاس وگاس به ارتفاعات بیش از ۱۰۰۰۰ فوت (۳۰۰۰ متر) می‌رسند و به عنوان موانعی برای جریان شدید رطوبت از منطقه اطراف عمل می‌کنند. ارتفاع شهر تقریباً ۲۰۳۰ فوت (۶۲۰ متر) از سطح دریا است. طبق اداره آمار ایالات متحده آمریکا، این شهر مساحت ۱۳۵٫۸۶ مایل مربع (۳۵۱٫۹ کیلومتر مربع) دارد که از این میزان ۱۳۵٫۸۱ کیلومتر مربع (۳۵۱٫۷ کیلومتر مربع) زمین و ۰٫۰۵ مایل مربع (۰٫۱۳ کیلومتر مربع) (۰٫۰۳ درصد) آب است.
بعد از آلاسکا و کالیفرنیا، نوادا سومین ایالت لرزه ای فعال در ایالات متحده است. سازمان زمین‌شناسی ایالات متحده تخمین زده است که طی ۵۰ سال آینده، ۱۰–۲۰٪ احتمال M6.0 یا زمین لرزه بزرگتری که در فاصله ۵۰ کیلومتری لاس وگاس اتفاق می‌افتد.

## آب و هوا
آب و هوای لاس وگاس دارای یک اقلیم بیابانی و نیمه گرمسیری است (طبق سامانه طبقه‌بندی اقلیمی کوپن)، نمونه ای از بیابان موهاوی که در آن قرار دارد. تابستان‌های بسیار گرم و خشک این آب و هوا است. فصول انتقالی گرم؛ و زمستان‌های کوتاه با روزهای معتدل و شب‌های خنک. در طول سال آفتاب زیادی وجود دارد، به‌طور متوسط ۳۱۰ روز آفتابی و در ۸۶٪ کل ساعات روشنایی روز آفتاب روشن است. میزان بارندگی کم است و به‌طور متوسط ۴٫۲ اینچ (۱۱۰ میلی‌متر) بین ۲۶ تا ۲۷ روز بارانی در سال پراکنده است. لاس وگاس یکی از مکان‌های آفتابی، خشک و کم رطوبت در آمریکای شمالی است، دارای نقاط شبنم و رطوبت فوق‌العاده کم که گاهی زیر ۱۰٪ است.

## حادثه تروریستی
در ۲ اکتبر ۲۰۱۷ در این شهر در حین برگزاری یک کنسرت عملیات تروریستی انجام شد که منجر به کشته شدن حداقل ۵۸ نفر و زخمی شدن بیش از ۵۰۰ نفر شد.

## نگارخانه

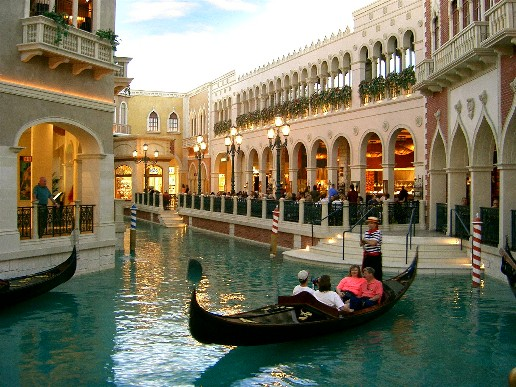
شهر ونیز در لاس وگاس
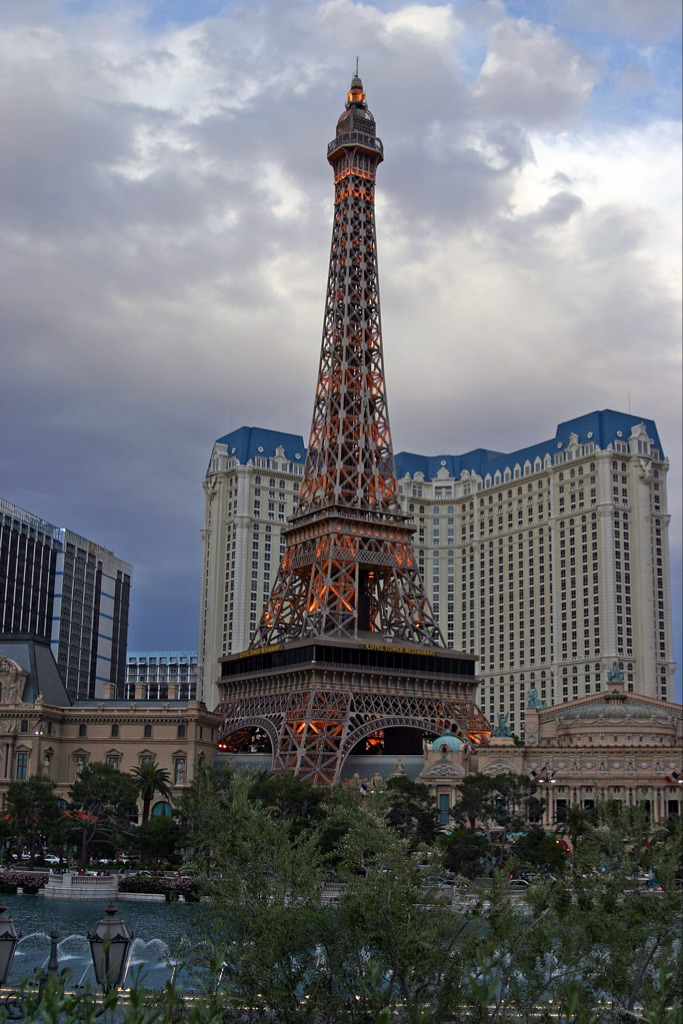
برج ایفل در لاس وگاس
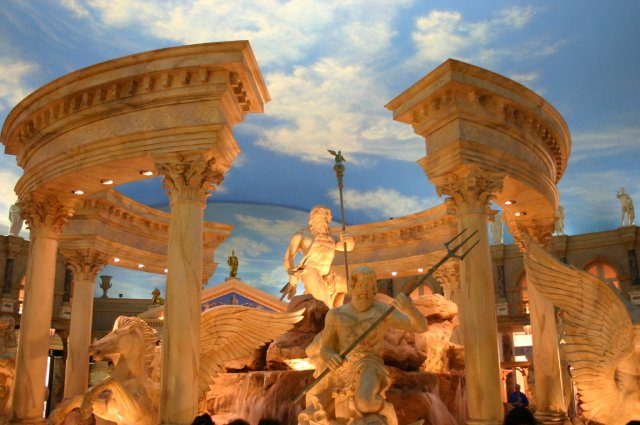
مرکز خرید قصر سزار
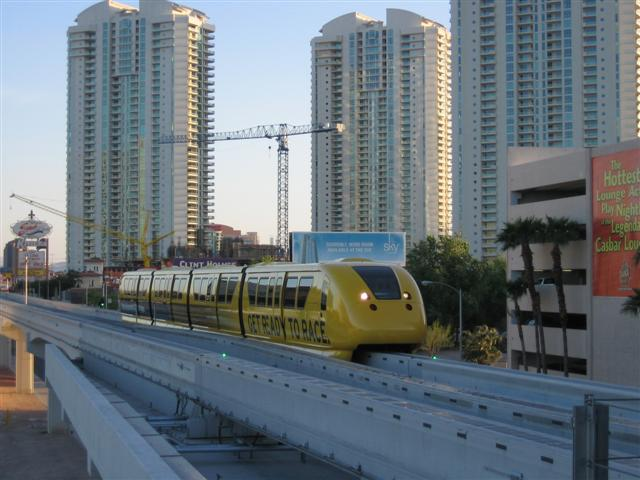
قطار شهری مونوریل لاس وگاس
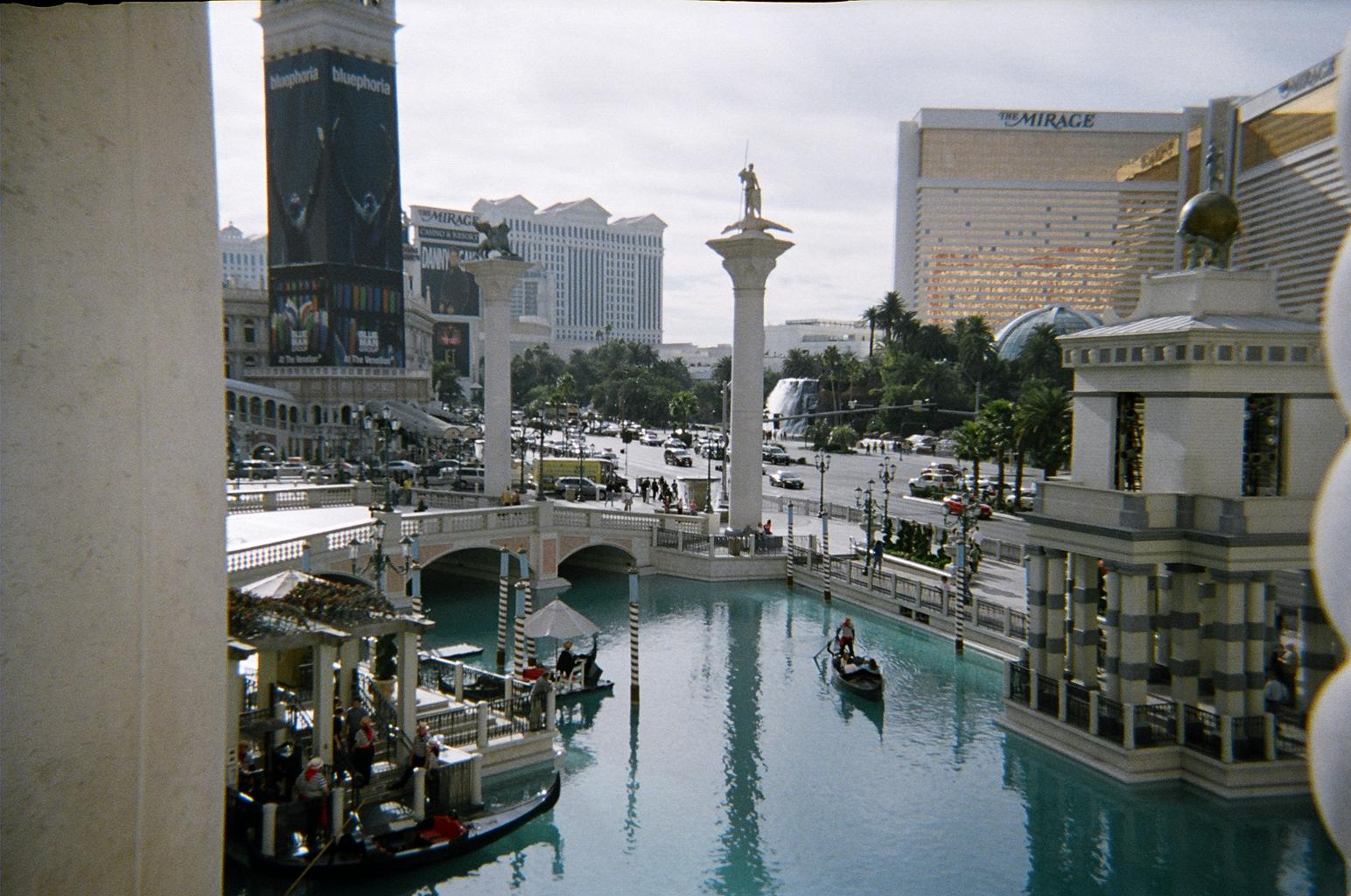
هتل ونیزی در نوار لاس وگاس
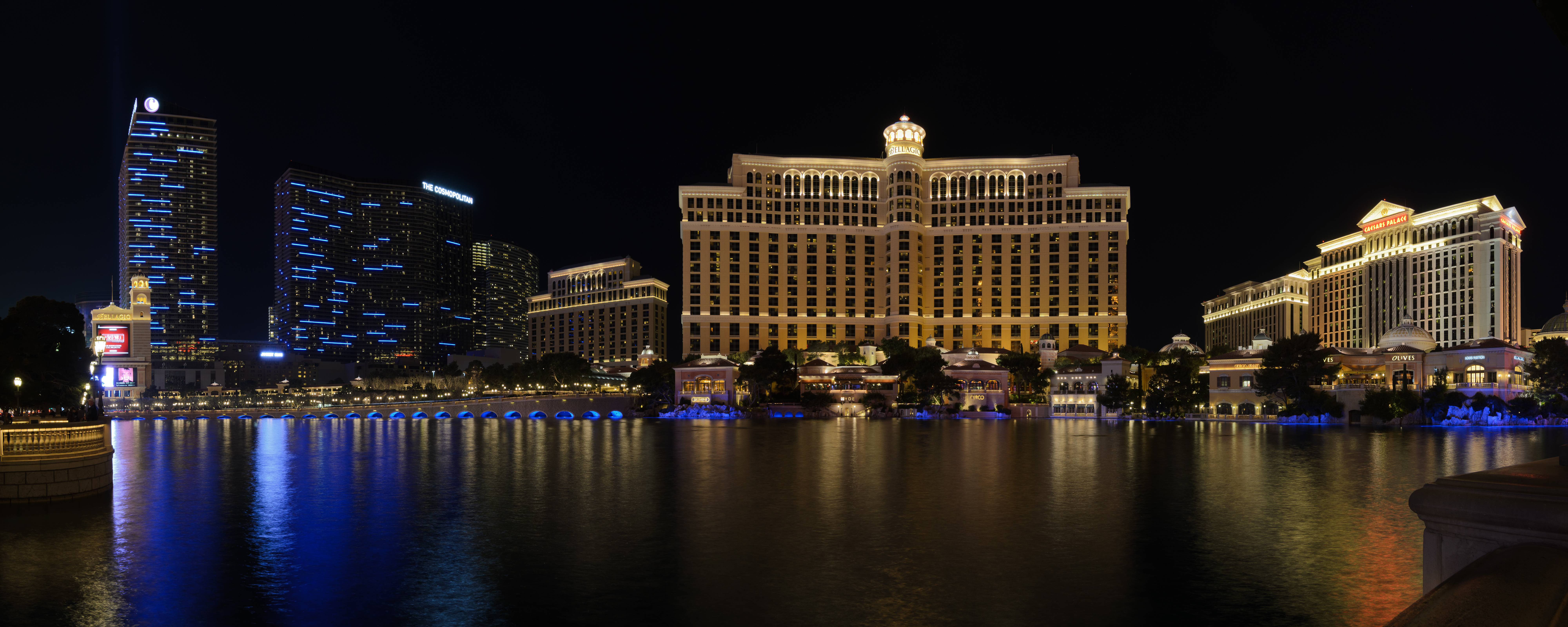
نمایی از کازینوهای لاس وگاس
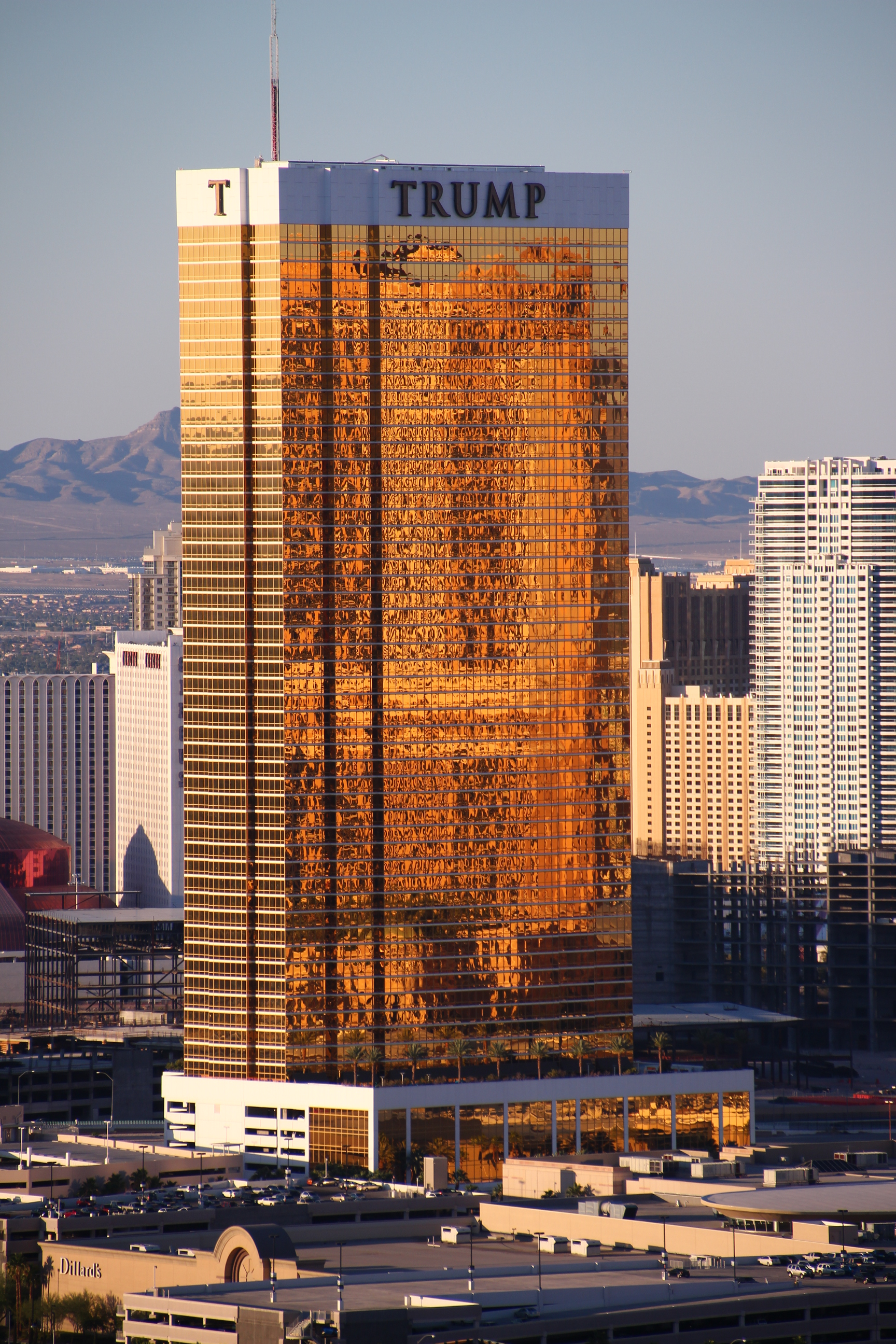
هتل ترامپ لاس وگاس